# Hagiosynodos tregouboffi
Hagiosynodos tregouboffi är en mossdjursart som först beskrevs av Marie Clément Gaston Gautier 1952.  Hagiosynodos tregouboffi ingår i släktet Hagiosynodos och familjen Cheiloporinidae. Inga underarter finns listade i Catalogue of Life.